# Liste der Kulturdenkmäler in Niederhone
Die folgende Liste enthält die in der Denkmaltopographie ausgewiesenen Kulturdenkmäler auf dem Gebiet des Ortsteils Niederhone der  Stadt Eschwege, Werra-Meißner-Kreis, Hessen.
Hinweis: Die Reihenfolge der Denkmäler in dieser Liste orientiert sich an der Anschrift, alternativ ist sie auch nach der Bezeichnung, der vom Landesamt für Denkmalpflege vergebenen Nummer oder der Bauzeit sortierbar.
Kulturdenkmäler werden fortlaufend im Denkmalverzeichnis des Landes Hessen durch das Landesamt für Denkmalpflege Hessen auf Basis des Hessischen Denkmalschutzgesetzes (HDSchG) geführt. Die Schutzwürdigkeit eines Kulturdenkmals hängt nicht von der Eintragung in das Denkmalverzeichnis des Landes Hessen oder der Veröffentlichung in der Denkmaltopographie ab.

Das Vorhandensein oder Fehlen eines Objekts in dieser Liste ist keine rechtsverbindliche Auskunft darüber, ob es Kulturdenkmal ist oder nicht: Diese Liste entspricht möglicherweise nicht dem aktuellen Stand der offiziellen Denkmaltopographie. Diese ist für Hessen in den entsprechenden Bänden der Denkmaltopographie Bundesrepublik Deutschland und im Internet unter DenkXweb – Kulturdenkmäler in Hessen einsehbar. Auch diese Quellen sind, obwohl sie durch das Landesamt für Denkmalpflege Hessen aktualisiert werden, nicht immer aktuell, da es im Denkmalbestand immer wieder Änderungen gibt.
Eine verbindliche Auskunft erteilt allein das Landesamt für Denkmalpflege Hessen.
Nutze diese Kartenansicht, um Koordinaten in der Liste zu setzen. In dieser Kartenansicht sind Kulturdenkmale ohne Koordinaten mit einem roten bzw. orangen Marker dargestellt und können in der Karte gesetzt werden. Kulturdenkmale ohne Bild sind mit einem blauen bzw. roten Marker gekennzeichnet, Kulturdenkmale mit Bild mit einem grünen bzw. orangen Marker.

## Niederhone
| Bild                                                      | Bezeichnung | Lage | Beschreibung | Bauzeit | Objekt-Nr. |
| --------------------------------------------------------- | --- | --- | --- | ------- | ---------- |
| Bild gesucht BW                                           | Gesamtanlage An der Kalkhütte/Unter dem Bückeberg                                                                                       | An der Kalkhütte 1 und 2 und Unter dem Bückeberg 4,5 und 6 LageFlur: 11, Flurstück: 3, 4/4, 5, 11/1, 9/2                 | Die Gesamtanlage besteht aus den Neubauernhöfen An der Kalkhütte 1 und 2 und Unter dem Bückeberg 4,5 und 6 | 1950/51 | 39770 DDB  |
| Bild gesucht BW                                           | Gesamtanlage Buschweide/An der Wehre | Buschweide/An der Wehre LageFlur: 3, Flurstück: 837                                                                      | Elektrizitätswerk am Ortsrand direkt an der Wehre gelegen | 1906    | 39771 DDB  |
| Bild gesucht BW                                           | Gesamtanlage Eltmannshäuser Straße 33, Ehem. Chausseehaus und die ehemalige 'Ausspann Stelle'                                           | ‌Niederhone‌ Lage | |         | 39772 DDB  |
| Bild gesucht BW                                           | Gesamtanlage Niederhone | Anger, Am Steg, Alter Winkel, Buschweide, Hoyweg 1, Taschengasse und Landstraße Lage                                     | |         | 39769 DDB  |
| Truppenunterkunftsgebäude                                 | Gesamtanlage Fliegerhorst Eschwege | Niederhoner Straße zwischen Preußenplatz und Brandenburger Platz vor dem ehemaligen Militärflugplatz (Fliegerhorst) Lage | |         | 39773 DDB  |
| Bild gesucht BW                                           | Gesamtanlage Weidenhäuser Straße 17, 17a und 19                                                                                         | Weidenhäuser Straße 17, 17a und 19 LageFlur: 15, Flurstück: 713, 723                                                     | Wohnsiedlung bestehend aus drei Mietshäusern |         | 39775 DDB  |
| Bild gesucht BW                                           | Gesamtanlage Strahlshausen | Strahlshausen LageFlur: 18, Flurstück: 39, 41, 43, 46, 47                                                                | Neubauernhöfe Strahlshausen | 1936    | 39774 DDB  |
| Bild gesucht BW                                           | Winkelhofanlage - ehemaliger Diede'sche Hof                                                                                             | Alter Winkel 22 LageFlur: 13, Flurstück: 118/1                                                                           | |         | 39776 DDB  |
| weitere Bilder                                            | Fachwerkwohnhaus | Am Steg 1 LageFlur: 12, Flurstück: 23/2                                                                                  | |         | 39777 DDB  |
| Bild gesucht BW                                           | Wasserturm-Bahn-Wasserwerk | Am Wasserturm 1 LageFlur: 19, Flurstück: 1/5                                                                             | |         | 39910 DDB  |
| Bild gesucht BW                                           | Doppelwohnhaus | Am Steg 4/6 LageFlur: 12, Flurstück: 189/40, 192/40                                                                      | |         | 39778 DDB  |
| Bild gesucht BW                                           | Anger | Angerplatz LageFlur: 12, Flurstück: 179/10                                                                               | |         | 39779 DDB  |
| Bild gesucht BW                                           | Spritzenhaus | Anger LageFlur: 12, Flurstück: 179/10                                                                                    | |         | 39807 DDB  |
| Ehemalige Schule                                          | Ehemalige Schule | Anger 4 LageFlur: 12, Flurstück: 20/3                                                                                    | |         | 39780 DDB  |
| Bild gesucht BW                                           | Lokomotivhalle | Bahnhof Eschwege West, Soodener Straße, Am Lokschuppen 1 LageFlur: 19, Flurstück: 1/12, 1/13, 1/9                        | |         | 39921 DDB  |
| Bild gesucht BW                                           | Tränke | Buschweide LageFlur: 13, Flurstück: 145/4                                                                                | |         | 39784 DDB  |
| Bild gesucht BW                                           | Wohnhaus | Buschweide 2 LageFlur: 13, Flurstück: 6/1                                                                                | |         | 39783 DDB  |
| Bild gesucht BW                                           | Fachwerkwohnhaus | Buschweide 8 LageFlur: 13, Flurstück: 72/2                                                                               | |         | 39785 DDB  |
| Bild gesucht BW                                           | Fachwerkwohnhaus | Buschweide 11 LageFlur: 13, Flurstück: 40/3                                                                              | |         | 39786 DDB  |
| Bild gesucht BW                                           | Fachwerkwohnhaus | Buschweide 13 LageFlur: 13, Flurstück: 41/4                                                                              | |         | 39787 DDB  |
| Bild gesucht BW                                           | Fachwerkwohnhaus | Buschweide 15 LageFlur: 13, Flurstück: 46/1                                                                              | |         | 39788 DDB  |
| ehemaliger Domänenhof                                     | ehemaliger Domänenhof | Domänenweg 1 LageFlur: 12, Flurstück: 170/4                                                                              | |         | 39789 DDB  |
| Bild gesucht BW                                           | Hofanlage | Hohlweg 19 LageFlur: 12, Flurstück: 116/4                                                                                | |         | 39790 DDB  |
| Eisenbahnbrücke                                           | Eisenbahnbrücke | Im Butzenhofe LageFlur: 1, Flurstück: 58/1, 63, 67/2, 67/3, 70/2                                                         | |         | 39805 DDB  |
| 'Gesegneter Brunnen' oder auch 'gesegneter Born' genannt  | 'Gesegneter Brunnen' oder auch 'gesegneter Born' genannt                                                                                | In der Känne LageFlur: 17, Flurstück: 124                                                                                | Das Wasser der Quelle war einst berühmt wegen seiner Frische und Klarheit. Die Schiffe mit fränkischen und rheinhessischen Weinen, so wurde überliefert, welche die Werra herabkamen, legten hier an und die Schiffer füllten mit dem Wasser des „Gesegneten Borns“ die Fässer wieder, die sie auf ihrer Fahrt angebohrt hatten; denn das Wasser stand in dem Ruf, dass es den Wein nicht verdünnte. Der Landungsplatz der Werraschiffe am „Gesegneten Born“ verschwand mit dem Bau der Bahnlinie von Bebra nach Göttingen und der damit verbundenen Begradigung der Werra in den 1870er Jahren. Als Zeugnis von Raststätten des Transportwesens im 19. Jahrhundert wird die Stätte wegen ihrer geschichtlichen und wissenschaftlichen Bedeutung als ein Flurdenkmal geschützt. Der mit Linden umgebene Platz wurde im Jahr 1975 erneuert. |         | 39968 DDB  |
| Ruheplatz „Albunger Hüttchen“                             | Ruheplatz „Albunger Hüttchen“ | In Strahlshausen LageFlur: 18, Flurstück: 125                                                                            | In früheren Jahrhunderten war es üblich, an wichtigen Durchgangsstraßen zwischen den Ortschaften zusätzliche Ausruheplätze zu schaffen. Der Platz des „Albunger Hüttchen“ wurde gewählt, weil ganz in der Nähe die Karstquelle des „Gesegneten Borns“ die Reisenden und Fuhrleute zur Rast und zum Tränken der Pferde einlud. Plätze dieser Art, die meistens aus einer schattenspendenden Baumgruppe und steinernen Sitzbänken bestanden, wurden in der Zeit zwischen 1820 und 1825 durch den Eschweger Landbaumeister Anton Jacob Spangenberg eingerichtet. Die zusätzlichen hölzernen Schutzhütten gaben diesen Stätten den Namen „Hüttchen“. Als Zeugnis früheren Transportwesens und von alten Verkehrswegen wird der Bereich als Flurdenkmal geschützt.                                                                              | 1824    | 39967 DDB  |
| Jestädter Str. 7 · Scheune der Hofanlage Jestädter Str. 7 | Wohnhaus mit Scheune | Jestädter Straße 7 Lage                                                                                                  | |         | 39791 DDB  |
| weitere Bilder                                            | Mühlenanwesen | Jestädter Straße 9, Wehre, Jestädter Straße LageFlur: 14, Flurstück: 112/4, 79/2, 79/3, 80/1                             | |         | 39792 DDB  |
| Fachwerkwohnhaus                                          | Fachwerkwohnhaus | Jestädter Straße 10/12 LageFlur: 13, Flurstück: 16/4                                                                     | |         | 39793 DDB  |
| Bild gesucht BW                                           | Fachwerkwohnhaus | Jestädter Straße 17 LageFlur: 14, Flurstück: 53/1                                                                        | |         | 39794 DDB  |
| Fachwerkwohnhaus                                          | Fachwerkwohnhaus | Jestädter Straße 19 LageFlur: 14, Flurstück: 51, 52/1                                                                    | |         | 39795 DDB  |
| weitere Bilder                                            | St. Nicolai | Kirche LageFlur: 12, Flurstück: 31                                                                                       | |         | 39781 DDB  |
| Bild gesucht BW                                           | Zwei Grenzsteine der Abtei Hersfeld in einer Einfriedung im 'Alter Winkel' und ein Grenzstein der Abtei Hersfeld an der Kirche 'Anger'. | Landstraße LageFlur: 12, Flurstück: 31, 45/4                                                                             | |         | 39976 DDB  |
| Bild gesucht BW                                           | Winkelhof Landstraße 24 | Landstraße 24 LageFlur: 12, Flurstück: 53/2                                                                              | |         | 39796 DDB  |
| weitere Bilder                                            | Vierseitige Hofanlage | Landstraße 26 LageFlur: 12, Flurstück: 45/3, 45/4                                                                        | |         | 39797 DDB  |
| Fachwerkwohnhaus                                          | Fachwerkwohnhaus | Landstraße 45 LageFlur: 12, Flurstück: 159/2                                                                             | |         | 39798 DDB  |
| Bild gesucht BW                                           | Fachwerkhaus und Backhaus | Landstraße 47 LageFlur: 12, Flurstück: 160/3                                                                             | |         | 39799 DDB  |
| Gebäude                                                   | Gebäude | Landstraße 53 LageFlur: 12, Flurstück: 176/1                                                                             | |         | 39800 DDB  |
| Bild gesucht BW                                           | Kath. Pfarrkirche Zu den Hl. Aposteln                                                                                                   | Schlehenweg 11 LageFlur: 9, Flurstück: 111/7                                                                             | |         | 955016 DDB |
| Finanzamt / ehemaliges Kommandantur Gebäude               | Finanzamt / ehemaliges Kommandantur Gebäude                                                                                             | Schlesienstraße 2 LageFlur: 7, Flurstück: 117/60                                                                         | |         | 39782 DDB  |
| ehemaliges Casino-Gebäude                                 | ehemaliges Casino-Gebäude | Schlesienstraße 14/16 LageFlur: 7, Flurstück: 136/31                                                                     | |         | 39802 DDB  |
| Bild gesucht BW                                           | katholische Kirche | Sechsackerweg 9 LageFlur: 15, Flurstück: 3/3                                                                             | |         | 39803 DDB  |
| Wohnhaus                                                  | Wohnhaus | Taschengasse 4 LageFlur: 12, Flurstück: 5/2                                                                              | |         | 39806 DDB  |
| Bild gesucht BW                                           | Wohnhaus | Taschengasse 7 LageFlur: 13, Flurstück: 135/2                                                                            | |         | 39808 DDB  |
| Wohnhaus                                                  | Wohnhaus | Taschengasse 9 LageFlur: 13, Flurstück: 132/5                                                                            | |         | 39809 DDB  |
| Bild gesucht BW                                           | Anbau an das Wohnhaus Jestädter Straße 19                                                                                               | Weidenhäuserstraße 1 LageFlur: 14, Flurstück: 50/4                                                                       | |         | 39810 DDB  |
| Fachwerkwohnhaus                                          | Fachwerkwohnhaus | Weidenhäuserstraße 3 LageFlur: 14, Flurstück: 47/2                                                                       | |         | 39811 DDB  |
| Bild gesucht BW                                           | Doppelhofanlage | Weidenhäuserstraße 5/7 LageFlur: 14, Flurstück: 42/1, 43/1                                                               | |         | 39812 DDB  |

## Ehemalige Kulturdenkmäler
| Bild            | Bezeichnung            | Lage                | Beschreibung | Bauzeit | Objekt-Nr. |
| --------------- | ---------------------- | ------------------- | ------------ | ------- | ---------- |
| Bild gesucht BW | Rähmbau Schmaler Weg 4 | Schmaler Weg 4 Lage |              |         |            |